# Irving Aaronson
Irving A. Aaronson (* 7. Februar 1895 in New York City; † 10. März 1963 in Hollywood) war ein US-amerikanischer Jazz-Pianist und Bandleader.

## Leben
Irving A. Aaronson hatte Klavierunterricht bei Alfred Sendrey in der David Mannes School. Im Alter von elf Jahren trat er als Pianist als Begleitmusiker in Stummfilm-Theatern auf, den Nickelodeon theaters. 1919 wurde Jazonata für Klavier bei Earl Fuller auf Earl Fuller’s Collection of Jazz Classics Roll 2 veröffentlicht. Ungefähr ab der Jahresmitte 1916 trat Aaronson mit der Formation The Versatile Sextette auf. Versatile [Vielfältig] im Namen deutet darauf hin, dass die Mitglieder versierte Musiker waren, vielfältige Begabungen mitbrachten und jeder mehrere Musikinstrumente spielen konnte. Aaronson spielte Ende der 1910er und zu Beginn der 1920er in Vaudeville-Shows mit dem aus sechs Musikern bestehenden Ensemble in verschiedenen Städten der USA. In der zweiten Jahreshälfte von 1917 spielten sie über 17 Wochen im Trenton House in Trenton. Musiker des Ensembles waren Hector Downe, Andrew Hamilton, John D’ Allessandro, Sammy Kahn, Irving Aaronson und Hermann Hyde. Das Ensemble war auch Bestandteil von Musikprogrammen verschiedener Rundfunksender. Aaronson stellte das Ensemble so zusammen, dass es nicht nur aus versierten Musikern bestand, sondern wie er schon länger plante aus richtigen Entertainern, die neben ihrem Instruments auch Tanzen und Singen konnten und Talent im Schauspielern hatten bei einer guten Bühnenpräsenz.
Im September 1920 beging die Tänzerin Anna Daly im Hotel Seville in New York City durch eine Vergiftung mit Veronal Selbstmord. Ihre Freundin Betty Martin behauptete, die unglückliche Liebe zu Irving Aaronson sei die Ursache des Selbstmordes gewesen, was Aaronson bestritt. In ihrem letzten Brief hätte sie geschrieben, dass Aaronson sie mies (rotten) behandelt und ihr Herz gebrochen hätte.
Das von Aaronson geleitete The Versatile Sextett war bis zum Dezember 1923 auf zehn Musiker angewachsen und bestand neben Aaronson aus Billy Mann (Violine und Tanz), Ben Radinsky (Saxophon und Tuba), Hermann Hyde (Saxophon), Al Lentz (Cello), Fred Cusick (Saxophon), John D’ Allessandro (Banjo), Andrew Hamilton (Schlagzeug), Rick Adams (Trompete) und Lee Rivers (Posaune).
Durch den Erfolg der Band erhielt Aaronson einen Kontrakt bei dem Label Victor Records; nach ihrer zweiten Platte wurde die Formation ab ungefähr November 1924 in Irving Aaronson and his Commanders umbenannt. Wie schon beim Versatile Sextet war jeder Musiker ein Entertainer, der mehrere Instrumente spielen, singen, tanzen und Sprechbeiträge beisteuern konnte. Sie traten in Vaudeville-Shows und in den großen Filmtheatern auf unter andem in Akron und im Dezember in Baltimore.
Bei den Commanders spielten viele später bekannte Musiker und Bandleader, u. a. Bob Chester, Toots Mondello, Phil Saxe, Artie Shaw, Tony Pastor, Joe Gillespie, Gene Krupa sowie die Bandsängerinnen Betty Cannon und Lois Still. In der Folge entstanden weiterer Schallplatten für Edison, Victor, Vocalion und Columbia. Im Laufe des Jahres 1925 spielte Aaronson mit den Commanders in der Musicalshow Puzzles of 1925 mit Elsie Janis und Jimmy Hussey mit 50 weiteren bekannten Entertainern mit. Die Show lief in mehreren großen Städten der USA wie Chicago und Louisville, Wilmington, Cincinnati und Boston.
In ihrer Zeit bei Victor von 1926 bis 1929 hatte Aaronson vor allem mit dem Titel Let's Misbehave von 1927 Erfolg. Der Titel er fand 1928 in Cole Porters Broadwaymusical Paris Verwendung.
Ab 1931 war Irving Aaronson Studiomusiker und Musical Director des Rundfunksenders WHN in New York und leitete das WHN Orchestra. 1935 spielte Aaronson mit seinem Orchester bei dem Radioprogramm Irving Aaronson Orchestra beim Sender NBC. Ab 1937 spielte Aaronson mit den Commanders vor allem in Los Angeles und San Francisco. Im September 1939 kaufte Billy Mann, der mit den Yacht Club Boys populär geworden war, die Band The Commanders von Irving Aaronson, der zunächst weiter als Pianist in der Formation weiterwirkte. Später leitete er das Irving Aaronson Orchestra. Mit dieser Formation trat er noch bis 1941 im Rundfunk auf.
1945 ging er zu MGM. Er wirkte 1947 als Gesangscoach von Ricardo Montalban im Film Fiesta (deutsch: Mexikanische Nächte; Regie: Richard Thorpe). Die Pittsburgh Press bezeichnet ihn im April 1951 als rechte Hand des Produzenten Joe Pasternak. Zu Beginn der 1950er war er Music Advisor bei den Filmen The Merry Widow (deutsch: Die lustige Witwe(1952); Regie: Curtis Bernhardt) und Because You're Mine (deutsch: Mein Herz singt nur für dich; Regie: Alexander Hall) mit Mario Lanza, den er auch als Gesangscoach unterstützte. Auch bei Love Me or Leave Me (Regie: Charles Vidor) wirkte er als Music Advisor. Bei den folgenden Filmen war er Music Coordinator, so 1956 in Meet Me in Las Vegas (Regie: Roy Rowland) und The Opposite Sex (deutsch: Das schwache Geschlecht; Regie: David Miller) und 1957 bei Ten Thousand Bedrooms (deutsch: 10.000 Schlafzimmer; Regie: Richard Thorpe) mit Dean Martin und Eva Bartok und This Could Be the Night (deutsch: Kein Platz für feine Damen; Regie: Robert Wise). Als Supervisor wirkte er bei Arrivederci Roma (Regie: Roy Rowland) mit Mario Lanza mit. Mit Mario Lanza brachte er 1957 das Album Lanza on Broadway heraus, bei welchem Aaronson das Begleitorchester leitete. Danach folgten Filme als Assistant-to-Producer, Associate Producer, von Joe Pasternak - 1959 Ask Any Girl (deutsch: Immer die verflixten Frauen; Regie: Charles Walters) mit David Niven und Shirley MacLaine, 1960 Please Don't Eat the Daisies (deutsch: Meisterschaft im Seitensprung; Regie: Charles Walters) mit David Niven und Doris Day so wie 1962 Where the Boys Are (deutsch: Dazu gehören zwei; Regie: Henry Levin), The Horizontal Lieutenant (Regie: Richard Thorpe) und Billy Rose's Jumbo (deutsch: Spiel mit mir; Regie: Charles Walters) nach dem Musical Jumbo mit Doris Day und Jimmy Durante. Der letzte Film, an welchem er mitgearbeitet hatte, war The Courtship of Eddie's Father (deutsch: Vater ist nicht verheiratet; Regie: Vincente Minnelli).
Irving Aaronson starb am 10. März 1963 in seinem Haus am Monte Mar Drive in West Los Angeles. Er liegt auf dem Hillside Memorial Park Cemetery begraben.